# باربارا ویلیامز (هنرپیشه زن)
باربارا ویلیامز (انگلیسی: Barbara Williams؛ زادهٔ ۱۹۵۳) یک هنرپیشه اهل کانادا است.
از فیلم‌های معروف او می‌توان به بازی در فیلم اختراع ابوت‌ها، شهر امید و پای عالی اشاره کرد.